# Esperantista de l'Any
L'Esperantista de l'Any (Esperantista de la Jaro) és un premi que atorga cada any la revista La Ondo de Esperanto des de 1998 a una persona que s'hagi distingit per la seva activitat en promoció de la llengua auxiliar internacional esperanto. El guardonat és escollit a Kaliningrad el 15 de desembre - dia que néixer Zamenhof -, per un jurat geogràficament i ideològicament plural presidit per l'editora de la revista Halina Gorecka i que inclou representants dels principals col·lectius i tendències del moviment esperantista.

## Premiats
- 1998 - William Auld. Escriptor i poeta escocés. Candidat al premi nobel de literatura.
- 1999 - Kep Enderby. Polític i jurista australià.
- 2000 - Hans Bakker. Polític holandès; Mauro La Torre. Pedagog italià i Jouko Lindstedt. Informàtic finés.
- 2001 - Osmo Buller. Economista i filòsof finés. Ex-secretari general de l'Associació Mundial d'Esperanto. En aquesta edició, Osmo Buller i Claude Piron van rebre el mateix nombre de vots, però segons les regles va guanyar Buller, perquè havia estat proposat per més persones.[2]
- 2002 - Michel Duc Goninaz. Lingüista francès.
- 2003 - Dafydd ap Fergus. Periodista gal·lès.
- 2004 - Helmar Frank. Matemàtic alemany.[3]
- 2005 - Povilas Jegorovas. Advocat lituà.
- 2006 - Bertilo Wennergren. Lingüista suec.
- 2007 - Peter Zilvar. Pedagog alemany.
- 2008 - Ilona Koutny. Lingüista polonesa. Directora dels cursos de postgrau d'interlingüística a la universitat de Poznan.[4]
- 2009 - Aleksander Korĵenkov. Periodista rus. Redactor de La Ondo de Esperanto.
- 2010 - Katalin Kováts. Pedagoga hongaresa.[5]
- 2011 - Dennis Keefe. Economista estatunidenc.[6]
- 2012 - Peter Baláž. Coordinador d'E@I (Educació i Internet), responsable de lernu![7]
- 2013 - Mark Fettes. Lingüista canadenc. President de l'Associació Mundial d'Esperanto
- 2014 - Mireille Grosjean. Educadora per la pau suïssa.[8]
- 2015 - Chuck Smith. Informàtic estatunidenc.[9]
- 2016 - Stefan MacGill. Mestre novazelandès.[10]
- 2017 - Trezoro Huang Yinbao. Redactor xinés de la revista oficial de la Unesco en esperanto.
- 2018 - Hori Jasuo. Professor i escriptor japonès.
- 2019 - Anna Löwenstein. Escriptora i feminista, fundadora de la revista Sekso kaj egaleco.[11]
- 2020 - Fernando Maia Jr. Geòleg i vicepresident de l'UEA.[12]